# Christoph Harting
Christoph Harting (Cottbus, 10 april 1990) is een Duitse atleet, die gespecialiseerd is in het discuswerpen. Hij werd in deze discipline Duits kampioen en olympisch kampioen.

## Biografie
In 2011 nam Harting deel aan het onderdeel discuswerpen bij de Europese kampioenschappen voor neo-senioren in het Tsjechische Ostrava. Hij behaalde hier een vijfde plaats met een beste poging van 58,56 m. Zijn eerste succes boekte hij in 2015 door dit onderdeel te winnen bij de Duitse kampioenschappen. 
Op de Europese kampioenschappen van 2016 in Amsterdam werd hij vierde met 65,13. De beste prestatie van zijn sportieve loopbaan leverde hij later dat jaar. Bij de Olympische Spelen van Rio de Janeiro veroverde hij een gouden medaille. Met een persoonlijk record van 68,37 bleef hij de Pool Piotr Małachowski (zilver; 67,55) en zijn landgenoot Daniel Jasinski (brons; 65,77) voor.  
Harting is aangesloten bij SC Charlottenburg en SCC Berlin en werkzaam bij de politie. Zijn oudere broer Robert Harting won in 2012 een gouden plak bij de Olympische Spelen.

## Titels
- Olympisch kampioen discuswerpen - 2016
- Duits kampioen discuswerpen - 2015, 2018

## Persoonlijk record
| Onderdeel    | Prestatie | Datum            | Plaats         |
| ------------ | --------- | ---------------- | -------------- |
| discuswerpen | 68,37 m   | 13 augustus 2016 | Rio de Janeiro |

## Palmares

### discuswerpen
- 2011: 5e EK U23 - 58,65 m
- 2013:  Duitse kamp. - 62,61 m
- 2013: 13e in kwal. WK - 62,28 m
- 2015:  Duitse kamp. - 64,06 m
- 2015: 8e WK - 63,94 m
- 2016: 4e EK - 65,13 m
- 2016:  Duitse kamp. - 66,14 m
- 2016:  OS - 68,37 m
- 2018:  Duitse kamp. - 66,98 m

1896: Bob Garrett ·
1900: Rudolf Bauer ·
1904: Martin Sheridan ·
1906: Martin Sheridan ·
1908: Martin Sheridan ·
1912: Armas Taipale ·
1920: Elmer Niklander ·
1924: Bud Houser ·
1928: Bud Houser ·
1932: John Anderson ·
1936: Ken Carpenter ·
1948: Adolfo Consolini ·
1952: Sim Iness ·
1956: Al Oerter ·
1960: Al Oerter ·
1964: Al Oerter ·
1968: Al Oerter ·
1972: Ludvík Daněk ·
1976: Mac Wilkins ·
1980: Viktor Rasjtsjoepkin ·
1984: Rolf Danneberg ·
1988: Jürgen Schult ·
1992: Romas Ubartas ·
1996: Lars Riedel ·
2000: Virgilijus Alekna ·
2004: Virgilijus Alekna ·
2008: Gerd Kanter ·
2012: Robert Harting ·
2016: Christoph Harting ·
2020: Daniel Ståhl ·
2024: Rojé Stona